# La Mante
La Mante (frz. für „Die Gottesanbeterin“) ist eine französische Kriminal-Miniserie, die von Alice Chegaray-Breugnot, Grégoire Demaison und Nicolas Jean geschaffen wurde. Die aus sechs Folgen bestehende erste Staffel wurde seit dem 4. September 2017 auf TF1 ausgestrahlt. Im deutschsprachigen Raum erschien sie am 13. Oktober 2017 auf Netflix.

## Handlung
In Paris ist die Polizei auf der Suche nach einem Psychopathen, dessen Morde von Jeanne Deber, bekannt als „La Mante“, inspiriert wurden. Jeanne Deber, eine bekannte Serienmörderin, die das Land vor 25 Jahren terrorisierte, befindet sich seit ihrer Festnahme in Einzelhaft und bietet der Polizei beim Fall eines Nachahmungstäters ihre Hilfe an. „La Mante“ hat eine Bedingung: Sie will nur mit ihrem entfremdeten Sohn Damien Carrot arbeiten. Damien hat keine Wahl, denn ein Serienmörder ist auf freiem Fuß und könnte jederzeit und überall in Paris zuschlagen.

## Produktion
La Mante wurde von zwei jungen Produzenten, Pierre Laugier und Anthony Lancret, produziert. Alexandre Laurent, der bereits in einigen Folgen der TF1-Serie Profiling Paris Regie führte, wurde als Regisseur verpflichtet.
Die Dreharbeiten zur Serie begannen am 5. September 2016.